# Nikolaus Andreas von Katzler
Nikolaus Andreas von Katzler (auch: Katzeler) (* September 1696 in Maastricht; † 10. November 1760 in Gardelegen) war ein preußischer Generalleutnant, Chef des Regiments Gensdarmes und Ritter des Schwarzen Adlerordens. Er war zudem Erbherr auf dem Gut Grimminghausen.

## Leben

### Herkunft
Er war der Sohn von Wilhelm Ludolph von Katzler († 1700) aus dem Adelsgeschlecht derer von Katzler und dessen Ehefrau Helene Christina, geborene von Bersword († 1744). Sein Vater war Hauptmann bei den holländischen Dragonern.

### Militärkarriere
Nachdem Katzler zunächst in holländischen Diensten gestanden hatte, wechselte er 1715 in preußische und wurde als Kornett im Kürassierregiment Nr. 2 angestellt. Bei der Belagerung von Stralsund schlug er sich tapfer, geriet aber in schwedische Gefangenschaft. Doch der schwedische König Karl XII. war Augenzeuge und befahl ihn gut zu behandeln und Katzler wurde bald ausgetauscht. Am 26. August 1728 wurde er Leutnant und 1730 war er bereits der jüngste Rittmeister. Am 6. Juli 1733 wurde er Major, 1741 Oberstleutnant und 1742 Oberst. Im Juni 1745 wurde er zum Generalmajor befördert sowie am 13. Oktober zum Amtshauptmann von Liebenwalde und Zeddenick ernannt.
Im August 1746 wurde er Chef des Leibkürassier-Regiments. Im Juni 1748 bekam er die Präbende von Münster-Eiffel. 1753 wurde er Generalleutnant und 1754 Ritter des Schwarzen Adlerordens.
Er kämpfte im Ersten und Zweiten Schlesischen Krieg sowie im Siebenjährigen Krieg. Er kämpfte in der Schlacht von Chotusitz, Hohenfriedberg, Soor, Lobositz und katholisch-Hennersdorf.
Aufgrund einer Krankheit musste er 1757 die Armee verlassen, dennoch blieb er formell Chef des Leibkürassier-Regiments.
Katzler gilt als einer der besten Kavalleristen der preußischen Armee. Durch seine Führung wurde das Leibregiment für lange eines der besten Regimenter. Zu seinem Tod soll General Seydlitz gesagt haben: „Einen Katzler kriegen wir nicht wieder“. Er disziplinierte die Truppe und sorgte für seine Leute, zudem bezahlte er auch noch sein Quartier. Truppen war seiner Zeit Privat untergebracht, der Gastgeber hatte dann für den Offizier zu sorgen.
Sein Name wurde 1851 auf einer der Ehrentafeln am Reiterstandbild Friedrichs des Großen verewigt.

### Familie
Katzler war seit 1725 mit Maria Kunigunde von Bardeleben († 1767 in Grimminghausen) aus dem Haus Ribbeck verheiratet. Von den sieben Kindern überlebte ihn aber nur:
- Georg Ludolf (* 5. September 1727; † 18. Februar 1779) ⚭ Sophie Wilhelmine von Versen (* 1728; † 29. Mai 1820) Eltern von General Andreas Georg Friedrich von Katzler (* 26. Januar 1764; † 12. Juli 1834)[1]
- Friedrich August (1732–1774), Landrat in Kreis Hamm, Herr von Brockhausen, Hauptmann a. D.
- Franz Wilhelm (* 1734), 1748 Kornett